# Bundesstraße 228
De Bundesstraße 228 (ook wel B228) is een bundesstraße in de Duitse deelstaat Noordrijn-Westfalen.
De B228 begint bij Düsseldorf-Benrath, verder via de steden Hilden en Haan, om te eindigen in Wuppertal-Varresbeck. De B228 is 20,7 km lang.

## Routebeschrijving
De B228 begint bij afrit Düsseldorf-Garath aan de A59.  enloopt doorn de stad Hilden, Haan en kruist bij afrit Haan-Ost de A46met een aansluiting. De loopt dor Wuppertal in en kruist de B224. Bij afrit Sonnborn in het Sonnborner Kreuz kruist ze zowel de A46, de A535  waarna de B228t op de B7.

## Trivia
In Wuppertal loopt de B228 grotendeels onder de Wuppertaler Schwebebahn door.
B1 · B3 · B7 · B8 · B9 · B10 · B26 · B27 · B35 · B37 · B38 · B39 · B40 · B41 · B42 · B43 · B43a · B44 · B45 · B47 · B48 · B49 · B50 · B51 · B52 · B53 · B54 · B55 · B55a · B56 · B56n · B57 · B58 · B59 · B61 · B62 · B63 · B64 · B65 · B66 · B66n · B67 · B68 · B70 · B80 · B83 · B84 · B219 · B220 · B221 · B223 · B224 · B225 · B226 · B227 · B228 · B229 · B230 · B231 · B233 · B234 · B235 · B236 · B237 · B238 · B239 · B241 · B249 · B250 · B251 · B252 · B253 · B254 · B255 · B256 · B257 · B258 · B259 · B260 · B261 · B262 · B263 · B264 · B265 · B266 · B267 · B268 · B269 · B270 · B271 · B272 · B274 · B275 · B277a · B278 · B279 · B284 · B288 · B323 · B324 · B326 · B327 · B399 · B400 · B403 · B405 · B406 · B407 · B409 · B410 · B411 · B412 · B413 · B414 · B416 · B417 · B418 · B419 · B420 · B421 · B422 · B423 · B424 · B426 · B427 · B428 · B429 · B448 · B449 · B450 · B451 · B452 · B453 · B454 · B455 · B456 · B457 · B458 · B459 · B460 · B469 · B473 · B474 · B475 · B476 · B477 · B478 · B479 · B480 · B481 · B482 · B483 · B484 · B485 · B486 · B487 · B488 · B489 · B499 · B504 · B506 · B507 · B508 · B509 · B510 · B511 · B513 · B514 · B515 · B516 · B517 · B519 · B520 · B521 · B525 · B528 · B611